# Barjacoba (Zamora)
Barjacoba (en gallego Barxacova) es una localidad española perteneciente al municipio de Pías de la provincia de Zamora, en la comunidad autónoma de Castilla y León.

## Geografía
Se sitúa en el municipio de Pías, dentro de la denominada Alta Sanabria o As Portelas, subcomarca de la comarca de Sanabria, en el noroeste de la provincia de Zamora.

## Topónimo
El nombre del pueblo deriva de "*bárge(n)a cova", por tanto estrictamente descriptivo del paisaje. Se conserva un testimonio antiguo aún no sometido a la desaparición gallega de la nasal intervocálica: Uargena Coua (1154). Barja y barcia son formas gallegas correspondientes al portugués várzea (vega, campo cultivado junto a un río), con sus variantes vargem, varzem y varja, antiguo várcena, varza, y al castellano y leonés bárcena. El topónimo se repite en la aldea Barxacova en Parada de Sil. En el área de Braganza, una aldea Varge será del mismo origen, como Barjas en el Bierzo; parece, pues, que barja tuvo especial vigencia en la franja llamada del gallego exterior, mientras que barcia prevalece en el interior. Se trata de una base prerromana "*vargīna". Los cartularios recogen variantes uarçina, uarcena, uarzena, varzena. El adjetivo cova en estos compuestos tiene valor calificativo: profundo, cóncavo.

## Historia
Durante la Edad Media Barjacoba quedó integrado en el Reino de León, cuyos monarcas habrían acometido la repoblación de la localidad dentro del proceso repoblador llevado a cabo en Sanabria. Tras la independencia de Portugal del reino leonés en 1143 habría sufrido por su situación geográfica los conflictos entre los reinos leonés y portugués por el control de la frontera, quedando estabilizada la situación a inicios del siglo XIII.
Posteriormente, en la Edad Moderna, Barjacoba fue una de las localidades que se integraron en la provincia de las Tierras del Conde de Benavente y dentro de esta en la receptoría de Sanabria. No obstante, al reestructurarse las provincias y crearse las actuales en 1833, la localidad pasó a formar parte de la provincia de Zamora, dentro de la Región Leonesa, quedando integrada en 1834 en el partido judicial de Puebla de Sanabria.
Finalmente, en torno a 1850, el antiguo municipio de Barjacoba se integró en el de Pías.

## Clima
Tiene un clima muy frío, con temperaturas en invierno de hasta -20º y nevadas muy fuertes con mucha acumulación. Los veranos son muy cortos, ya que aún en julio se pueden registrar heladas poco cuantiosas y temperaturas diurnas que no suelen superar los 27º grados.

## Demografía
En 2024, su población es de 45 habitantes, por lo que Barjacoba es la localidad más poblada del municipio de Pías.